# Amoreuxia palmatifida
Amoreuxia palmatifida är en tvåhjärtbladig växtart som beskrevs av José Mariano Mociño, Amp; Sesse och Dc.. Amoreuxia palmatifida ingår i släktet Amoreuxia och familjen Cochlospermaceae. Inga underarter finns listade i Catalogue of Life.